# コーマ (映画)
『コーマ』（Coma）は、1978年製作のアメリカ合衆国の、医療を舞台としたサスペンス映画。113分。カラー。
タイトルの「コーマ」（coma）とは昏睡状態のこと。
マイケル・ダグラス、ジュヌヴィエーヴ・ビュジョルド、リチャード・ウィドマークらが出演している。
医師らが臓器移植、臓器売買を悪用し、金儲けのために秘密裏に患者を殺している可能性に対する警告が織り込まれた作品。

## ストーリー
若くて美しい女医のスーザンは、ボストン記念病院で働いている。彼女の恋人で医師のマークも同じ病院で勤務している。
同病院は大病院で、非常に頻繁に手術が行われている。ある日、スーザンの親友のナンシーが、ごく平凡な中絶手術を同病院で受けることになった。ところがナンシーは手術を受けたあと、覚醒せず昏睡状態（植物状態、脳死状態）に陥ってしまった。親友を失ったスーザンはひどくショックを受けた。
同病院では、親友ナンシーの死と同時期に右ひざ関節の手術を受けた若い男性も、植物状態に陥るという事故が起きていた。同病院において軽い手術を受けただけの人間が次々と植物状態になってしまうことにスーザンは疑念を抱き、調べてみることにした。まずは親友ナンシーのカルテを見てみようと担当麻酔科医のジョージにそれを頼んだのだが…。
だが、なぜかジョージから激しく拒絶されてしまった。スーザンはそれでも探りつづけた。病院のコンピュータに入っているデータを調べてもらうと、同病院では手術中に植物状態に陥る事故が頻繁に起きており、その発生率が全国の病院の平均と比べて異常な状況（約100倍）であり、とても偶然ではないことは明らかだった。おまけに植物状態になった人々は、みな基本的に若くて健康で、ただ平凡で比較的簡単な手術を受けただけである。だとすると、この病院で何か異常なことが起きているとしか考えられない。スーザンはそれを恋人の医師マークにも伝えた。だが、マークは余計な心配はしないほうがいいとして、とりあってくれない。まもなく、スーザンは、外科部長のハリスから呼び出しを受ける。ハリスのところへ行ってみると、無断で調査を行っていることをとがめられた。スーザンは、何かが隠蔽されている匂いを感じるようになった。そして、過去の手術の記録を調べていて、すべての昏睡事故が決まって第8手術室でおきていることに気づいた。これは一体何を意味しているのか？
スーザンがさかんに調べまわっていることに気づいたらしい病院の裏方の男（雑用係、使用人）が、スーザンに知らせたいことがあるので病院のバックヤード（ボイラー室）のところへ来てほしい、と語りかけてきた。ほどなく、言われたとおりにボイラー室に行ってみると、その室内で男は何者かに殺されて死体になっていた。とっさにボイラー室周辺を調べてみると、本来あるはずのない、おかしな管が配管してある。この管が怪しいと睨んだスーザンがその管の延びている先をつかむべく、病院のバックヤードを辿ってゆくと、なんとそれは第8手術室へとつながっていた！手術で通常用いる酸素の代わりに何かしら別の気体を送り込むことで患者を植物状態にしていたのだ。病院のバックヤードでその証拠を見つけた直後から、何者かが（うす暗くて入り組んだバックヤードの性質のせいで姿がはっきり見えないが）スーザンの命を狙うようにじわじわと接近してくる。殺された雑用係同様に、自分も殺されてしまう可能性が迫る。スーザンは必死に逃げ、危機一髪で追っ手の魔の手から逃れ、恋人マークの住居に逃げ込んで、自分が発見したカラクリのことなどを語った。だが、マークはあまり本気にしてくれない。
植物状態になってしまった患者たちの身体は一体どこに行ってしまっているのだろうか？調べてみると「ジェファーソン研究所」というところに移送されていることが分かった。スーザンはさっそく休暇をとり、ジェファーソン研究所を見学させてもらいに独りで行ってみる。妙に近未来的で印象的な建物である。受付にすわっている看護婦エマーソン夫人はなんだか謎めいた、怪しげな目つきの女だ。見学コースを案内される。案内係から、同研究所は先端的な施設だとか、ここでは植物状態になった人々は最高の状態でケアされている、などといった宣伝文句を聞かされる。とてつもなく広い部屋があり、非常に多数の植物状態の人間が、裸の状態で、骨に直接ワイヤーをとりつけられた状態で天井から空中に吊られ、ベッドもない状態で、チューブをつながれコンピュータ制御でケアされている。不思議な光景だ。これによってケアのコストを下げるのに成功している、などと説明される。定められたコースの見学が終わったその時、すかさず案内役の目を盗み、見学者らの列から離れると、同研究所の中に忍び込むことに成功した。探っているうちに、患者の身体から臓器が切り取られ箱詰めにされ出荷されているところや、タンクの中でバラバラになった人間の手足や頭部がグルグルと回っているところなどを目撃してしまった。おぞましい光景だった。見学コースで案内役が説明していたことと実態は全然異なっているのだ。つまりこういうことだった。連中は、ボストン記念病院にやってきた健康な人たちを手術を装って故意に植物状態におとしいれ、ジェファーソン研究所へ移送し、身体から新鮮で健康な臓器を摘出し、移植用として世界各地の闇市場に売って利益を得るということを組織的に行っているのだ！研究所に電話で注文が入ると、臓器を切り取り箱に詰め、救急車で近くのローガン空港へ急行し、そこから全世界の病院へ届ける、というしかけである。ジェファーソン研究所のスタッフがボストン記念病院の者と電話で会話しつつ、相手を「ジョージ」と呼ぶのも聞こえた。
ようやくこうした犯罪、陰謀のカラクリに気づいたのもつかのま、研究所の高度なセキュリティシステムにひっかかりアラームが鳴り、守衛や犬に追跡され、つかまりそうになってしまう。が、臓器を送り出す救急車の屋根の上に隠れてしがみつくことで、かろうじて脱出した。
スーザンは脱出後にボストンに戻ると、まず恋人のマークに、ジェファーソン研究所で見てきたことや数々の証拠から推察されるこの犯罪のカラクリを語った。スーザンはこのおぞましい組織的犯罪行為の黒幕の名前がどうやら「ジョージ」であることをつかんでいたので、それは麻酔科医のジョージにちがいないと睨んだ。そうだとすれば、先日カルテを見せることを拒んだことも説明がつく。
だが、マークはとりあってくれない。どうして話を真剣に聞いてくれないのだろう!？マークの様子を見ているうちに、彼も陰謀の一味ではないかと思えてきた。それならばと、スーザンは外科部長のハリスに告発すべく、部長室へと急いだ。部長室で息をきらしながら、同病院で犯罪が行われていることを必死に語るのだが...
外科部長のハリスは、まずは落ち着くようにと、そして飲み物を飲むようにと言い、スコッチに氷を入れてスーザンに差し出した（その時、スーザンは気づかないが、ハリスはグラスに何かを入れた）。スーザンは言われるまま、飲み物を飲んで、必死に説明しようとしているのだが、やがて猛烈な腹痛に襲われ、意識が遠のき、倒れてしまった。飲み物に何かクスリを盛られていたのだ。（カメラが、部長の机の上にある、ネーム・プレートにフォーカスする。ネームプレートには「ジョージ・ハリス」の文字。）実は、スーザンは気づいていなかったが、外科部長ハリスのファーストネームも「ジョージ」であり、このジョージ・ハリスこそが黒幕だったのである！
ハリスは落ち着いた様子で病院スタッフに内線をかけ、スーザンが突然倒れたこと、緊急オペが必要で自分が執刀すること、などを伝え、その手術室として第8手術室を指定した。第8手術室！犯罪の存在に気づいたスーザンを、他の患者同様に昏睡状態にしてジェファーソン研究所へ移送し臓器として切り刻んで殺し、闇に葬り去ってしまおうという魂胆なのだ。
スーザンは、意識が朦朧としたまま、無力な患者として第8手術室へ運ばれてゆく。手術室に運び込まれる寸前、恋人のマークが駆けつけてきた。マークに対し、残る力をふりしぼって、か細い声で手術を止めさせよう、助けてもらおう、とするスーザン。だが、盛られたクスリのせいで声が十分に出ず、言おうとしていることがマークにうまく伝わらない。手術室に運びこまれてしまった。
黒幕のハリスによる手術が始まってしまった。
一方、マークのほうは、スーザンが手術室に運びこまれる時の様子で、彼女が以前語っていた犯罪の話を思い出し、ようやくそれが彼女の妄想ではなく本当のことだと確信した。だが、手術は始まってしまっている…。

## キャスト
※括弧内は日本語吹替（初回放送1983年8月28日『日曜洋画劇場』）
- スーザン・ウィーラー医師：ジュヌヴィエーヴ・ビュジョルド（田島令子）
- マーク・ベローズ医師：マイケル・ダグラス（津嘉山正種）
- ハリス外科部長：リチャード・ウィドマーク（大塚周夫）
- チャンドラー：マイケル・マクレー（富山敬）
- 麻酔科医ジョージ：リップ・トーン（仲村秀生）
- ナンシー：ロイス・チャイルズ（榊原良子）
- エマーソン：エリザベス・アシュレー（藤夏子）
- グッドマン：チャールズ・シーバート（寺島幹夫）
- シュワルツ：ベニー・ルービン（村松康雄）
- ジム：リチャード・ドイル（英語版）（仲木隆司）

## スタッフ
- 監督：マイケル・クライトン
- 製作：マーティン・アーリックマン（英語版）
- 脚本：マイケル・クライトン
- 原作：ロビン・クック
- 音楽：ジェリー・ゴールドスミス
- 撮影：ヴィクター・J・ケンパー
- 編集：デヴィッド・ブレサートン

### 日本語版
- 演出：山田悦司
- 翻訳：進藤光太
- 効果：東上別符精／PAG
- 調整：山田太平